# چغندر (سرده)
چغندر (نام علمی: Beta) نام یک سرده از تیره تاج‌خروسیان است. میوه این گیاه چغندر‌ است.